# Broadholme
Broadholme est une paroisse civile et un village du Lincolnshire, en Angleterre.